# Absofacto
Absofacto, pseudonimo di Jonathan Visger (...), è un musicista statunitense, originario del Michigan.

## Biografia
Membro della band indie rock statunitense Mason Proper, nel 2008 Visger ha pubblicato i primi brani da solista, North South, Pt. 1, con il suo nome, e Trilobite Trash, come Bug Lung Baby. Nel 2009, l'EP Tagalong è stato pubblicato con il soprannome Absofacto, usato poi da Visger per tutti i suoi lavori musicali successivi.
Nel 2017 ha firmato un contratto con Atlantic Records. La sua canzone Dissolve, originariamente pubblicata nel 2015, è stata inclusa come traccia in un EP e pubblicata come singolo nel 2018, ma inizialmente non ha fatto registrare alcun tipo di impatto. Un anno dopo è diventata virale a causa di un meme sull'applicazione di condivisione video TikTok, entrando quindi nella classifica Billboard Alternative Songs nel giugno 2019 e conquistando la posizione numero uno nel gennaio 2020.

## Discografia

### Album
- Sinking Islands (2011)[1]

### EP
- Trilobite Trash (2008)
- Kiko (2011)
- Loners: Vol. 1 (2013)[2]
- Thousand Peaces (2017)[3]